# Resolució 552 del Consell de Seguretat de les Nacions Unides
La Resolució 552 del Consell de Seguretat de les Nacions Unides, aprovada l'1 de juny de 1984 després de rebre denúncies de Bahrain, Kuwait, Oman, Qatar, Aràbia Saudita i els Emirats Àrabs Units sobre els atacs contra els seus vaixells per part de l'Iran, el Consell va condemnar els atacs, reiterant que els Estats membres haurien d'abstenir-se d'utilitzar amenaces o ús de la força en les seves relacions internacionals.
El Consell demana a tots els Estats que respectin la lliure navegació a les aigües internacionals d'acord amb el dret internacional, i demana que es respecti la integritat territorial dels Estats que no formaven part del conflicte entre Iran i Iraq. La resolució va exigir a l'Iran que cessés els atacs als vaixells comercials cap i des dels ports de Kuwait i Aràbia Saudita.
La resolució 552 va concloure afirmant que si la resolució anterior no estava implementada, es tornaria a reunir per debatre sobre les mesures que pogués adoptar. També va demanar al Secretari General Javier Pérez de Cuéllar que informés sobre el progrés de l'aplicació de la Resolució 552.
La resolució va ser aprovada per 13 vots a cap, amb dues abstencions de Nicaragua i Zimbàbue.
Tot i que la Resolució 552 va condemnar a l'Iran per atacar vaixells, l'Iraq també n'havia atacat un nombre no especificat, el que va provocar reclamacions d'unilateralitat per part de l'Iran. Els dies següents a l'adopció de aquesta resolució, dos F-15 saudites van derrocar dos F-4 Phantoms iranians sobre l'espai aeri saudita.